# Ceraphron ivorensis
Ceraphron ivorensis är en stekelart som beskrevs av Jean Risbec 1953. Ceraphron ivorensis ingår i släktet Ceraphron och familjen pysslingsteklar. Inga underarter finns listade i Catalogue of Life.